# Agneta Eriksson
Berith Agneta Eriksson (* 3. Mai 1965 in Västerås) ist eine ehemalige schwedische Schwimmerin.

## Karriere
Eriksson nahm 1980 erstmals an Olympischen Spielen teil. In Moskau gewann sie mit der Staffel über 4 × 100 m Freistil Silber, den Einzelwettbewerb über 100 m Freistil beendete sie auf Rang acht. Auch für den Wettkampf über 200 m Freistil war sie gemeldet, trat aber nicht an. Vier Jahre später nahm sie in Los Angeles erneut an den Olympischen Spielen teil. Dort errang sie mit den Staffeln über 4 × 100 m Freistil und 4 × 100 m Lagen den siebten Platz. In den Einzeldisziplinen über 100 m Freistil und 100 m Schmetterling erreichte sie jeweils das B-Finale. Im Folgejahr gewann sie bei den Europameisterschaften in Sofia Bronze mit der Staffel über 4 × 200 m Freistil. 1988 war die Schwedin ein drittes Mal Teilnehmerin der Olympischen Sommerspiele. Über 100 m Schmetterling erreichte sie den 22. Platz, mit den Staffeln über 4 × 100 m Freistil und 4 × 100 m Lagen Rang neun bzw. elf.